# Richard Hagelauer
Richard Hagelauer (* 28. Dezember 1951 in Ammerndorf) ist deutsch-österreichischer Elektrotechniker und war von 1. Oktober 2007 bis Oktober 2015 Rektor der Johannes Kepler Universität Linz.

## Leben

### Familie
Hagelauer ist verheiratet und Vater von drei Kindern.

### Ausbildung, akademische Laufbahn und beruflicher Werdegang
Von 1966 bis 1970 absolvierte Hagelauer eine Lehre als Starkstromelektriker und schloss diese als Facharbeiter ab. Parallel zu seiner Lehre besuchte Hagelauer ab dem Jahr 1968 zunächst die Berufsaufbauschule Nürnberg und daran anschließend die Fachoberschule Nürnberg. 1972 schloss er diese Ausbildungen mit der Fachhochschulreife ab. Sein weiterer Ausbildungsweg führte Hagelauer von 1973 bis 1977 zum Studium der Allgemeinen Elektrotechnik an die damalige Fachhochschule Nürnberg, welche seit 2013 als Technische Hochschule Nürnberg Georg Simon Ohm benannt ist.
Von 1977 bis 1981 studierte Hagelauer an der Friedrich-Alexander-Universität Erlangen-Nürnberg Elektrotechnik und schloss dieses Studium mit dem Titel Diplom-Ingenieur ab. Von 1981 bis 1984 war er als wissenschaftlicher Assistent am Lehrstuhl für Technische Elektronik an der Friedrich-Alexander-Universität Erlangen-Nürnberg tätig. 1991 erfolgte die promovierte Hagelauers mit dem Dissertationsthema „Untersuchungen zum dynamischen Verhalten schneller A/D-Umsetzer aus Galliumarsenid“. 1992 erfolgte die Zertifizierung zum Europa Ingenieur.
1985 übernahm Hagelauer die Gruppenleitung CAD am Zentrum für Mikroelektronik und Informationstechnik GmbH (ZMI) in
Erlangen. Von 1986 bis 1993 war er Abteilungsleiter der IC-Entwicklung am Fraunhofer-Institut für Integrierte Schaltungen (IIS) in Erlangen.

## Forschungsschwerpunkte
Richard Hagelauer forscht und arbeitet in den Bereichen Hardware Software Network Co-Simulation, Wireless Sensor Networks, Source Level Simulation, Real-Life Code und Drahtlose Netze.

## Tätigkeit und Rektorat an der Johannes Kepler Universität Linz
Ab Juli 1993 war Richard Hagelauer Ordentlicher Universitätsprofessor für Komplexe Digitale Schaltungen am Institut für Systemwissenschaften an der Johannes Kepler Universität Linz. 1997 übernahm er den Institutsvorstand des Forschungsinstitutes für Integrierte Schaltungen und er übernahm die Leitung der Abteilung Medizinelektronik am Institut für Integrierte Schaltungen. Seine Forschungsschwerpunkte lagen in den Bereichen Mikroelektronik und Halbleiter.
Von Oktober 2000 bis September 2007 war er Dekan der Technisch-Naturwissenschaftlichen Fakultät der Johannes Kepler Universität. 2007 wurde Richard Hagelauer durch den Universitätsrat zum Rektor der JKU gewählt. In den acht Jahren der Rektoratstätigkeit Hagelauers kam es zum Ausbau des Juridicums und des Science Parks, es entstand das Life-Science-Center, ein Zubau am RSC in Hagenberg und der Neubau des Technikums. Die Forschungs- und Studienschwerpunkte Kunststofftechnik, Informationselektronik und Web-Wissenschaften wurden gesetzt. Die Studienrichtungen allgemein stiegen von 31 auf 60. Ein zentraler Punkt der Rektoratsperiode war die Gründung der Medizinischen Fakultät, deren Umsetzung mitunter umstritten war. Hagelauer forderte eine enge Zusammenarbeit der Johannes Kepler Universität mit Industrie und Wirtschaft, das sogenannte „Linzer Modell“, diese Kooperation führte zu einer Steigerung der Drittmittel. Während der Rektoratsperiode Hagelauers erfolgte die Gründung von sieben Christian Doppler Labors. Er setzte sich für ein Medical Valley in Linz ein, um die Entwicklung der Informationselektronik voranzutreiben.
Im Herbst 2015 zog sich Richard Hagelauer von seinem Amt als Rektor der Johannes Kepler Universität zurück und übergab an seinen Nachfolger Meinhard Lukas. Im Anschluss an seine Rektoratstätigkeit blieb er weiterhin als Professor an der Johannes Kepler Universität am Institut für Integrierte Schaltungen tätig.

## Zirkus des Wissens
Als JKU-Professor emeritierte Richard Hagelauer im September 2019. Im Zuge seiner Emeritierung stellte er drei Millionen Euro aus den an seiner Abteilung angesparten Drittmittelerträgen für die Gründung des Zirkus des Wissens an der Johannes Kepler Universität zur Verfügung. Damit begründete er zugleich die universitäre Richard Hagelauer Stiftung. Der Zirkus des Wissens wurde im Schlosshof der Johannes Kepler Universität untergebracht und bietet Platz für rund 300 Personen. Der Zirkus des Wissens ist eine Maßnahme zur Erfüllung der Third Mission von Universitäten - Wissen niederschwellig in Gesellschaft und Wirtschaft zu verbreiten.

## Auszeichnungen
2012 wurde Richard Hagelauer von den beiden Universitäten Universidad Ricardo Palma und der Universidad Tecnológica del Perú in Lima/Peru für seine Arbeit zur Internationalisierung und Zusammenarbeit mit der Ehrenprofessur ausgezeichnet.
2015 erhielt Richard Hagelauer das Goldene Ehrenzeichen des Landes Oberösterreich.
Ebenso im Jahr 2015 wurde Hagelauer vom Oberösterreichischen Wirtschaftsbund mit der Julius-Raab-Medaille, ausgezeichnet.

## Beirats- und Jurytätigkeiten
Richard Hagelauer ist wissenschaftlicher Beirat der Academia Superior - Gesellschaft für Zukunftsforschung. Die Academia Superior sieht sich selbst als Think Tank für Oberösterreich und erarbeitet Handlungsempfehlungen für die Gestaltung der Zukunft.
Hagelauer war für mehrere Jahre Juryvorsitz des Oberösterreichischen Landespreises für Innovation, bevor er diesen Vorsitz 2015 an Meinhard Lukas übergab. 2015 übernahm Hagelauer den Vorsitz der Jury für den OÖ Leistungspreis.

## Unternehmerische Tätigkeit
1999 gründete Hagelauer gemeinsam mit Robert Weigl in Linz das Unternehmen DICE (Danube Integrated Circuit Engineering) als Spin-off der Johannes Kepler Universität. DICE arbeitete im Bereich Hochfrequenztechnik. Kooperationen mit dem Unternehmen Infineon Technologies Austria AG und Richard Hagelauer begannen bereits im Jahr 1998 und im Jahr 2000 übernimmt Infineon 50,3 Prozent der Unternehmensanteile der DICE. 2019 wird Infineon zum 100-prozentigen Eigentümer der DICE und das Unternehmen wird als Tochtergesellschaft der Infineon Technologies Austria AG unter dem Namen Infineon Technologies Linz mit 180 Mitarbeitenden weitergeführt. Die Leitung der Infineon Technologies Linz übernehmen die beiden bisherigen Geschäftsführer Manfred Ruhmer und Peter Zeiner Schwerpunkte des Unternehmens am Standort Linz sind autonomes Fahren und Mobilfunkanwendungen.

## Veröffentlichungen (Auswahl)
- M. Schutti, M. Pfaff, R. Hagelauer: VHDL design of embedded processor cores: the industry-standard microcontroller 8051 and 68HC11. In: Proceedings Eleventh Annual IEEE International ASIC Conference. 1998, ISBN 0-7803-4980-6.
- W. Thomann, J. Fenk, R. Hagelauer, R. Weigel: Fully integrated W-CDMA IF receiver and IF transmitter including IF synthesizer and on-chip VCO for UMTS mobiles. In: IEEE journal of solid-state circuits. Band 36, Nr. 9, 2002, ISSN 1558-173X.
- M. Huemer, TH. Lüftner, R. Weigel, R. Hagelauer, J. Hausner: A highly integrated single chip baseband IC for 2.5th generation multimedia oriented mobile phones. In: e&i Elektrotechnik und Informationstechnik. Band 119, 2002, S. 407–410, ISSN 0932-383X.
- T. Lüftner, C. Kröpl, M. Huemer, J. Hausner, R. Hagelauer, R. Weigel: Edge-Position Modulation for High-Speed Wireless Infrared Communications. In: IEE Proceedings Optoelectronics. Band 150, Nr. 5, 2003, S. 427–437, ISSN 1350-2433.
- T. Lüftner, M. Huemer, C. Kröpl, F. Hausner, R. Hagelauer, R. Weigel: Wireless Infrared Communication System based on Edge Position Modulation. In: e&i Elektrotechnik und Informationstechnik. Band 120, 2003, S. 251–255, ISSN 0932-383X.
- T. Lüftner, C. Kröpl, R. Hagelauer, M. Huemer, R. Weigel, J. Hausner: Wireless Infrared Communications with Edge Position Modulation for Mobile Devices. In: IEEE Wireless Communications. Band 10, Nr. 2, 2003, S. 15–21, ISSN 1536-1284.
- W. Thomann, V. Thomas, R. Hagelauer, R. Weigel: A single-chip 75 GHz/0.35 /spl mu/m SiGe BiCMOS W-CDMA homodyne transceiver for UMTS mobiles. In: 2004 IEE Radio Frequency Integrated Circuits (RFIC) Systems. Digest of Papers. 2004, ISBN 0-7803-8333-8.
- C. Mayer, B. Neurauter, G. Marzinger, C. Munker, R. Hagelauer: A robust GSM/EDGE transmitter using polar modulation techniques. In: The European Conference on Wireless Technology, 2005. 2005, ISBN 2-9600551-1-X.
- A. Mayer, L. Maurer, G. Hueber, B. Lindner, Ch. Wicpalek, R. Hagelauer: Novel Digital Front End Based Interference Detection Methods. In: 2007 European Conference on Wireless Technologies. 2007, ISBN 978-2-87487-003-3.
- J. Zipper, C. Stoger, G. Hueber, R. Vazny, W. Schelmbauer, B. Adler, R. Hagelauer: A Single-Chip Dual-Band CDMA2000 Transceiver in 0.13 μm CMOS. In: IEEE Journal of Solid-State Circuits. Band 42, Nr. 12, 2007, S. 2785–2794, ISSN 1558-173X.
- S. J. Yang, H. P. Forstner, G. Haider, H. Kainmueller, K. Aufinger, L. Maurer, R. Hagelauer: A Low Noise, High Gain, Highly Linear Mixer for 77 GHz Automotive Radar Applications in SiGe:C Bipolar Technology. In: 2009 Proceedings of ESSCIRC. 2009, ISBN 978-1-4244-4355-0.
- J. Ding, A. Springer, T. Bartl, G. Hueber, R. Hagelauer: Monolithic RF WLAN Filters design using high performance passive and active component technology. In: 2010 Asia-Pacific Microwave Conference. 2010, ISBN 978-1-902339-22-1.
- Z. Panjkov, A. Wasserbauer, T. Ostermann, R. Hagelauer: Hybrid FPGA debug approach. In: 25th International Conference on Field Programmable Logic and Applications (FPL). 2015, ISBN 978-0-9934280-0-5.
- R. Hagelauer, G. Pomberger: JKU & Partners: Medical technology Upper Austria. Johannes Kepler University, Linz 2017, ISBN 978-3-200-05215-4.